# Périphérique de Tours
 (avril 2008).
 (avril 2008).
Si vous disposez d'ouvrages ou d'articles de référence ou si vous connaissez des sites web de qualité traitant du thème abordé ici, merci de compléter l'article en donnant les références utiles à sa vérifiabilité et en les liant à la section « Notes et références ».
Le périphérique de Tours est un projet d'aménagement routier dont les premiers tronçons ont vu le jour à la fin des années 1960, mais qui ne devrait être totalement achevé que vers 2030. Il est identifié comme étant la M37 (anciennement RD 37). Il relie la RD 943, à Esvres-sur-Indre au sud, à la RD 938 à Saint-Cyr-sur-Loire au nord. 
En 2017, le périphérique tourangeau s'étend sur 21 km.

## Sorties, ponts et échangeurs

Rocade de Tours

01 → Porte de Saint-Avertin
 02 → Porte de Veigné
 03 → Porte de Chambray-lès-Tours
 04 → Porte de Monts
 05 → Porte d'Azay-le-Rideau ( Échangeur entre D751 (Vers l'A85) et D 37)
 06 → Porte de Joué-lès-Tours
 07 → Porte de Ballan-Miré
 08 → Porte de Villandry
 09 → Porte de La Riche
 10 → Porte de Tours
 11 → Porte de Luynes
 12 → Porte de Fondettes
 13 → Porte de La Membrolle-sur-Choisille
 14 → Porte de Saint-Cyr-sur-Loire

## Histoire et problématique

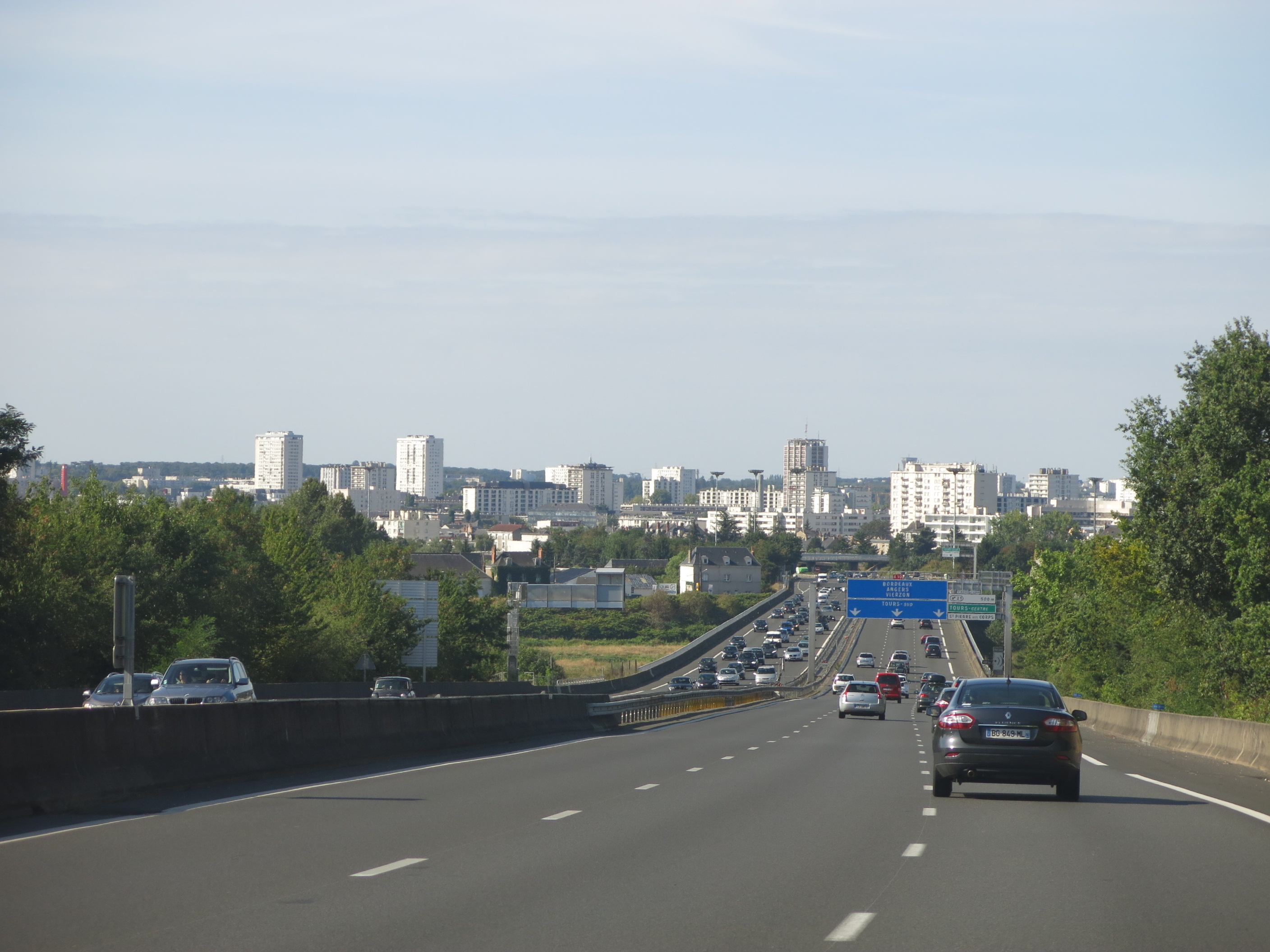
L’autoroute A10.

Les parties sud et sud-ouest du périphérique sont achevées depuis la fin des années 1990. La partie nord-ouest quant à elle a été achevée et ouverte à la circulation en 2011. Cette construction a posé peu de problème (hormis la controverse sur le passage dans la vallée de la Choisille) mais elle s'est révélée très coûteuse. Une réflexion est en cours pour poursuivre le contournement de Tours et rejoindre  l'autoroute A10 à moindre coût.
La situation à l'est est plus compliquée, et ce pour plusieurs raisons :
- Si les sections courantes ne présentent que peu de difficultés, on compte cependant trois grands ouvrages d'art à réaliser : un viaduc de 800 m sur le Cher, le doublement du pont existant de 600 m sur la Loire, et un tunnel de 1 500 m passant sous le coteau et les vignes à Vouvray. Le coût de ces trois ouvrages alourdit considérablement la facture, qui, trop lourde pour le Conseil départemental d'Indre-et-Loire, pourrait donner lieu à une concession.

- L'A10 pourrait arriver à saturation dans la traversée de l'agglomération tourangelle (l'A10 ne pouvant à la fois tenir le rôle de périphérique et d'axe de communication international, la concession du périphérique permettrait d'en faire un axe de désistement en le raccordant directement à l'A85. Cette hypothèse, défendue par le Conseil général d'Indre-et-Loire, paraît cependant peu favorable, car le périphérique (à 2 fois 2 voies) ne saurait supporter une telle charge, et pourrait provoquer des nuisances (le tracé prévu passant déjà dans des zones urbanisées).

- La question de la réalisation ou non de l'A110, se posant depuis le milieu des années 1990, laisse le débat en suspens. En effet, en cas de réalisation de l'A110, cette dernière pourra assurer son rôle de périphérique quelques années supplémentaires, et retarder ainsi la réalisation de la section comportant le tunnel (A10-D952). Cependant, la réalisation de l'A110 est en suspens depuis le Grenelle de l'environnement, elle n'est pas envisageable avant 2025.

Depuis le transfert de certaines routes nationales dans le réseau routier départemental en 2006, l'intégralité du périphérique de Tours est dénommé « Route départementale no 37 ». Le numéro de la rocade de Tours correspond au numéro du département dont la ville est le chef-lieu. Il s'agit purement d'une coïncidence, le tracé du boulevard périphérique sur Joué-lès-Tours empruntant partiellement le tracé du chemin de Grande communication no 37 (GC 37). Depuis novembre 2023, elle porte le nom de M37, à la suite du transfert de compétences de cette voirie (département vers Métropole)

## Chronologie
Ci-dessous, l'historique de la réalisation des différents tronçons, et les dates de services possibles des sections futures, dans le cas où se réaliserait l'A110.
- A10-D938 (La Membrolle-sur-Choisille) : En accord avec la région Centre-Val de Loire et Tours Métropole Val de Loire, le conseil départemental d'Indre-et-Loire a engagé les études préalables de cette section. La maîtrise d'ouvrage des travaux n'a pas été définie. En l'absence de maître d'ouvrage, aucune date n'est envisagée pour sa réalisation.
- D938-D952 (Fondettes) : ouverte en 2011.
- D952-D88 (La Riche) : 1991 (doublement du pont de Saint-Cosme en 2008)
- D88-D140 (La Riche sud) : 1992
- D140-D7 (Joué-lès-Tours nord) : 1991
- D7-D751 (Joué-lès-Tours centre) : 1967
- D751-D86 (Joué-lès-Tours sud) : 1992
- D86-A10 : 2000
- A10-D910 (Chambray-lès-Tours sud) : 2002
- D910-D943 (Chambray-lès-Tours est) : 2005
- D943-D140 (La Ville-aux-Dames) : À la suite du transfert des routes nationales au département, l’État (Direction Départementale de l’Équipement) a arrêté les études de cette section en 2006.
- D140-D751 (Montlouis) : Aucune étude n'est engagée pour cette section.
- D751-D952 (Vouvray, Pont Charles-de-Gaulle) : 1993 (à confirmer). Aucune étude n'est engagée pour le doublement de cet ouvrage.
- D952-(A10-A28) : Aucune étude n'est engagée pour cette section.